# Oxytate argenteooculata
Oxytate argenteooculata är en spindelart som först beskrevs av Simon 1886.  Oxytate argenteooculata ingår i släktet Oxytate och familjen krabbspindlar. Inga underarter finns listade i Catalogue of Life.